# Schwanbeck (Friedland)
Der Ort Schwanbeck in Mecklenburg ist ein Dorf in der Nähe von Neubrandenburg und gehört seit 2004 zur Stadt Friedland. Der Ort ist stark durch die Landwirtschaft geprägt.

## Geschichte
Schwanbeck wurde das erste Mal 1317 als Swanebeke erwähnt. 
Am 1. Juli 1950 wurde die bis dahin selbständige Gemeinde Dishley eingegliedert.
Seit dem 13. Juni 2004 gehört Schwanbeck zur Stadt Friedland.
2017 feierte Schwanbeck sein 700-jähriges Jubiläum.

## Geografie und Einwohner
Der Ort grenzt im Norden an den Ortsteil Japenzin der Gemeinde Spantekow, im Süden an Beseritz und im Westen an Siedenbollentin. 
Schwanbeck hat drei Straßen, die Friedländer Straße, den Birkenweg und den Elsterweg. Mitten durch den Ort verläuft die Landesstraße 273.
Schwanbeck hat etwa 140 Einwohner.

## Besondere Orte
Als besondere Orte sind der Hertasee (ca. 7,3 ha Fläche, 6,9 m Maximaltiefe) südlich des Ortes, die Dorfkirche von Schwanbeck und der Sportplatz zu erwähnen.
Nordwestlich des Ortes befinden sich mit dem Turmhügel Schwanbeck (historisch: Castrum Swanebeke) die sichtbaren Überreste einer im Jahr 1317 als Ergebnis des Friede von Templin zerstörten Burg, die den Grenzübergang zwischen der Herrschaft Stargard, zu welcher Schwanbeck gehörte, und Pommern überblickte.

## Sehenswürdigkeiten

### Baudenkmale
In der Liste der Baudenkmale in Friedland (Mecklenburg) sind für Schwanbeck acht Baudenkmale aufgeführt.

## Söhne und Töchter
- Hermann von Buchka (1821–1896), Jurist, Staatsrat